# Giljom Ballewijns
Joannes-Henricus-Guilielmus Ballewijns (Hasselt, 22 maart 1875 – Schaarbeek/Brussel, 31 mei 1944) was een Belgisch kunstschilder.
Ballewijns was een zoon van Joannes-Gerardus Ballewijns, schaliedekker (°ca. 1850, Kuringen) en Anna-Gertrudis Evens (1851, Wijgmaal). Hij huwde met Maria-Catharina Brouns (Ophoven, 1877 – Schaarbeek, 1965); ze hadden een dochter Jeanne-Marie-Wilhelmine (Elsene, 1903 – Schaarbeek, 1970).

## Levensloop
Ballewijns werd geboren in een kroostrijk arbeidersmilieu in de Hasseltse Berenstraat, later woonachtig op de Zuivelmarkt; van kindsbeen af tekende hij graag, op alles wat hem onder handen kwam. Op zijn elfde jaar volgde hij korte tijd lessen aan de Academie te Hasselt, maar zijn vader verbood hem toen nog verder de leergangen te volgen. Op zijn vijftiende werd hij tewerkgesteld in een drukkerij. Na enige tijd zag hij de kans schoon zijn oude droom weer op te nemen: schilderlessen volgen aan de Academie te Hasselt.
Op zijn 21ste verliet hij de drukkerij en ging werken bij een decoratieschilder om vervolgens in april 1898 in Sint-Joost-ten-Node/Brussel te gaan wonen.

## Oeuvre
Hij wist er als kunstschilder relatief goede naam op te bouwen. Als schilder had Ballewijns vooral oog voor de alledaagse dingen: pittoreske Brusselse volksbuurten met slopjes, steegjes, volkswinkeltjes, herbergen, interieurs van rustiek volkse huizen en hoeven, binnenkoeren en erven van hoevegebouwen… Zijn stijl zweemt tussen realisme en postimpressionisme. Opvallend is de gedempte, verstilde sfeer die zijn werk ademt.
Maar deze kunstenaar die erg bescheiden heette te zijn, bleef eigenlijk steeds op de achtergrond.

## Tentoonstellingen
Ballewijns nam deel aan enkele groepstentoonstellingen:
- Salon Floraliën 1923, Gent: “Les lilas”.
- meerdere groepstentoonstellingen met de groep “Ars Proba” in de zaal Casino in Hasselt.
- Ballewijns had een opgemerkte individuele tentoonstelling in de Galerij De Tavernier te Gent in 1931.

## Musea
- Hasselt, Museum Stellingswerff-Waerdenhof (“Mijn geboortehuis”).
- Mechelen, Stedelijke Musea (“Gezicht ‘Onder den toren’ ” (1930) en “Gezicht op Persoonshoek” (1929)).
- Schaarbeek/Brussel, Gemeentelijke verzameling